# Charles Curtis
Charles Curtis (Topeka, 25 de janeiro de 1860 — Washington, D.C., 8 de fevereiro de 1936) foi um político dos Estados Unidos, tendo sido congressista e senador pelo Kansas), e o 31º vice-presidente dos Estados Unidos. Foi ainda presidente pro tempore do Senado dos Estados Unidos.
Era de ascendência indígena norte-americana, tendo passado parte da infância numa reserva indígena, da tribo Kaw.
Advogado em Topeka, encetou uma carreira política no Partido Republicano e foi eleito sete vezes para a Câmara dos Representantes dos Estados Unidos, entre 1893 e 1907.
Em 1898, está na origem da lei que tem o seu nome (Curtis Act) e que estende o poder do governo federal sobre os assuntos indígenas. Em 1907, entrou no Senado, mas não foi reeleito. Em 1914, conseguiu de novo a eleição, exercendo a função entre 1915 e 1929.
Na eleição presidencial de 1928 e na eleição seguinte (1932) foi candidato pelo Partido Republicano à presidência, sem êxito.
Em 1929, tornou-se o 31º vice-presidente como running mate de Herbert Hoover.
Em novembro de 1932, o ticket republicano é batido por Franklin Roosevelt, e Curtis regressa à vida civil. Faleceu de infarto agudo do miocárdio quatro anos depois.

Vice-presidente Curtis durante o verão de 1929
Vice-presidente Curtis, em pé na Câmara do Senado, 1929
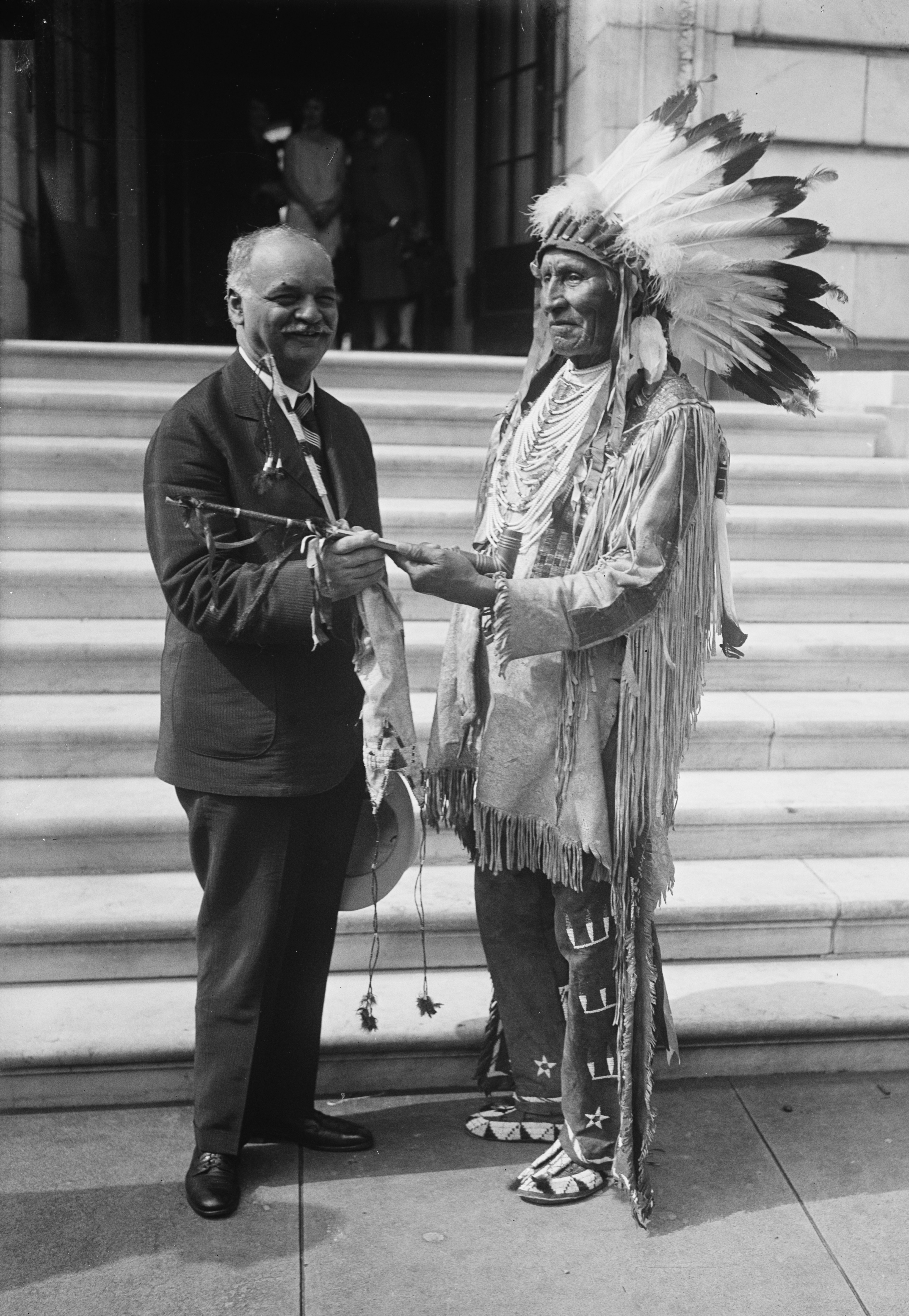
Vice-presidente Curtis recebe cachimbo da paz do Chefe Red Tomahawk, matador de Touro Sentado
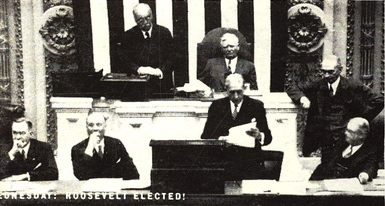
Vice-presidente Curtis (em pé) presidindo a contagem dos votos do Colégio Eleitoral da eleição de 1932